# Sylvestermatrix
In de algebra is de sylvestermatrix van twee polynomen in een variabele {\displaystyle x} een matrix geconstrueerd met de coëfficiënten van deze polynomen. De matrix is genoemd naar James Joseph Sylvester en vindt z'n bestaansrecht in de resultante van de beide polynomen, gedefinieerd als de determinant van de sylvestermatrix.

## Constructie
Stel men heeft twee polynomen in {\displaystyle x}, {\displaystyle f(x)} van graad {\displaystyle m\geq 1} en {\displaystyle g(x)} van graad {\displaystyle n\geq 1}: 
{\displaystyle f(x)=f_{m}x^{m}+f_{m-1}x^{m-1}+\ldots +f_{1}x+f_{0}}
{\displaystyle g(x)=g_{n}x^{n}+g_{n-1}x^{n-1}+\ldots +g_{1}x+g_{0}}
De sylvestermatrix van {\displaystyle f} en {\displaystyle g} is de {\displaystyle (m+n)\times (m+n)}-matrix waarvan de eerste {\displaystyle n} rijen worden gevuld met de coëfficiënten van {\displaystyle f} en  de volgende {\displaystyle m} rijen met de coëfficiënten van {\displaystyle g}, en wel zo, dat
- de eerste rij uit de coëfficiënten bestaat van {\displaystyle f}, beginnend bij die van de hoogste macht van {\displaystyle x}, gevolgd door nullen.
- De tweede rij is de eerste rij een plaats naar rechts opgeschoven, het eerste element is nul.
- De volgende {\displaystyle n-2} rijen worden op dezelfde manier opgebouwd, totdat {\displaystyle f_{0}} in de rechter kolom staat.
- De {\displaystyle n+1}-e rij bestaat uit de coëfficiënten van {\displaystyle g}, gevolgd door nullen.
- De volgende rijen ontstaan op dezelfde manier als voor {\displaystyle f}.

De structuur van een sylvestermatrix wordt aan de hand van een voorbeeld getoond. Zij
{\displaystyle f(x)=6x^{4}-2x^{3}+x^{2}+3x+2}
{\displaystyle g(x)=7x^{3}+4x^{2}+5x+1}
dus {\displaystyle m=4} en {\displaystyle n=3}.
De sylvestermatrix is:
{\displaystyle \mathrm {Syl} (f,g)={\begin{pmatrix}6&-2&1&3&2&0&0\\0&6&-2&1&3&2&0\\0&0&6&-2&1&3&2\\7&4&5&1&0&0&0\\0&7&4&5&1&0&0\\0&0&7&4&5&1&0\\0&0&0&7&4&5&1\\\end{pmatrix}}}
De algemene vorm is:
{\displaystyle \mathrm {Syl} (f,g)={\begin{pmatrix}f_{m}&f_{m-1}&f_{m-2}&\ldots &f_{1}&f_{0}&0&\ldots &0&0\\0&f_{m}&f_{m-1}&\ldots &f_{2}&f_{1}&f_{0}&\ldots &0&0\\\vdots &\vdots &\vdots &\ddots &\vdots &\vdots &\vdots &\ddots &\vdots &\vdots \\\vdots &\vdots &\vdots &\ddots &\vdots &\vdots &\vdots &\ddots &\vdots &\vdots \\0&0&0&\ldots &f_{m}&f_{m-1}&f_{m-2}&\ldots &f_{1}&f_{0}\\g_{n}&g_{n-1}&g_{n-2}&\ldots &g_{1}&g_{0}&0&\ldots &0&0\\0&g_{n}&g_{n-1}&\ldots &g_{2}&g_{1}&g_{0}&\ldots &0&0\\\vdots &\vdots &\vdots &\ddots &\vdots &\vdots &\vdots &\ddots &\vdots &\vdots \\\vdots &\vdots &\vdots &\ddots &\vdots &\vdots &\vdots &\ddots &\vdots &\vdots \\0&0&0&\ldots &g_{n}&g_{n-1}&g_{n-2}&\ldots &g_{1}&g_{0}\\\end{pmatrix}}}
Merk op dat op de eerste {\displaystyle n} plaatsen van de diagonaal {\displaystyle f_{m}}staat en dat op de {\displaystyle m} volgende plaatsen op de diagonaal {\displaystyle g_{0}} staat.

## Resultante
De resultante van twee polynomen is gedefinieerd als de determinant van de sylvestermatrix van de twee polynomen. Deze resultante is alleen dan gelijk aan nul, als de twee polynomen een gemeenschappelijk nulpunt hebben.

## Websites
- MathWorld. Sylvester matrix.